# Bistum Bilbao
Das Bistum Bilbao (lat.: Dioecesis Flaviobrigensis, span.: Diócesis de Bilbao, bask. Bilboko Elizbarrutia) ist ein Bistum der römisch-katholischen Kirche mit Sitz in der nordspanischen Stadt Bilbao im Baskenland.

## Geschichte
Das Bistum Bilbao ist ein Suffragan des 1075 gegründeten Erzbistums Burgos. Es wurde am 2. November 1949 durch Papst Pius XII. aus dem Bistum Calahorra y La Calzada-Logroño, dem Bistum Santander und dem Bistum Vitoria heraus gegründet.

## Bischöfe
- Casimiro Morcillo González, 1950–1955, dann Erzbischof von Saragossa
- Pablo Gúrpide Beope, 1955–1968
- Antonio Añoveros Ataún, 1971–1978
- Luis María de Larrea y Legarreta, 1979–1995
- Ricardo Blázquez Pérez, 1995–2010, dann Erzbischof von Valladolid
- Mario Iceta Gavicagogeascoa (2010–2020), dann Erzbischof von Burgos
- Joseba Segura Etxezarraga (seit 2021)